# Carlos José Ochoa
Carlos José Ochoa, né le 14 décembre 1980 à Caracas, est un coureur cycliste vénézuélien.

## Palmarès
- 2001
  - 2e du Tour de Guadeloupe
- 2002
  -  Champion du Venezuela du contre-la-montre espoirs
- 2003
  - 2e du championnat du Venezuela du contre-la-montre
- 2005
  - 1re étape de la Vuelta a la Independencia Nacional
  - 7e et 5e étapes du Tour du Trujillo
  - Vuelta a Yacambu-Lara :
    - Classement général
    - 2ea étape (contre-la-montre)

  - 2e de la Vuelta a la Independencia Nacional
  - 2e du Tour du Trujillo
- 2007
  - Vuelta a Yacambu-Lara :
    - Classement général
    - 2ea étape (contre-la-montre)

  - Tour du Trujillo :
    - Classement général
    - 4e étape

  - 2e de la Clásico Ciclístico Banfoandes
  - 3e du Tour de Cuba
  - 3e du Tour du Guatemala
- 2008
  - 4e étape du Tour de San Luis
  - Vuelta a la Independencia Nacional :
    - Classement général
    - 7e et 8eb (contre-la-montre) étapes

  - Tour du Venezuela :
    - Classement général
    - 5e étape

  - 2e de la Clásico Ciclístico Banfoandes
- 2010
  - 2e du championnat du Venezuela sur route
- 2011
  - 1reb étape de la Semaine internationale Coppi et Bartali (contre-la-montre par équipes)
  - 3e de la Vuelta a la Independencia Nacional
- 2012
  - 1re étape de la Vuelta a Yacambu-Lara (contrre-la-montre)
  - 2e de la Vuelta a Yacambu-Lara
- 2013
  - Classement général du Tour du Venezuela

## Résultats sur le Tour d'Italie
5 participations
- 2008 : 61e
- 2009 : 30e
- 2010 : 52e
- 2011 : 65e
- 2012 : non-partant (18e étape)

## Classements mondiaux
| Année            | 2006 | 2007 | 2008   | 2009 | 2010 | 2011 | 2012   | 2013 |
| ---------------- | ---- | ---- | ------ | ---- | ---- | ---- | ------ | ---- |
| UCI America Tour | 226e | 135e | 4e     | 27e  | 85e  | 135e |        | 24e  |
| UCI Asia Tour    |      |      | 242e   | 233e |      |      |        |      |
| UCI Europe Tour  |      |      | 1 217e | 711e | 956e | 729e | 1 194e |      |